# Bratunac
Bratunac (cyr. Братунац) – miasto we wschodniej części Bośni i Hercegowiny, w Republice Serbskiej, siedziba gminy Bratunac. W 2013 roku liczyło 7530 mieszkańców.

## Opis
Bratunac jest położony na obszarze wschodniej Bośni i Podrinja, 10 km na północny wschód od Srebrenicy.
Miejscowa gospodarka oparta jest na przemyśle drzewnym i metalowym. W okolicy znajdują się złoża kaolinu i marmuru.